# Hawái (Modern Family)
«Hawái» es el vigésimo tercer episodio de la primera temporada de la serie de televisión estadounidense en formato falso documental Modern Family. Originalmente se estrenó el 12 de mayo de 2010 en la cadena ABC. El episodio fueron escritos por Paul Corrigan y Brad Walsh y dirigido por el cocreador de la serie Steven Levitan.
En este episodio, los planes de Jay de no hacer nada más que relajarse en vacaciones se verán interrumpidos por una revisión de la realidad no deseada que lo lleva a hacer ejercicio en lugar de divertirse. Mientras tanto, Phil intenta darle a Claire la luna de miel romántica y la boda que nunca tuvieron la oportunidad de hacer debido a que Claire estaba embarazada de Haley en ese momento. Mitchell y Cameron no están de acuerdo sobre si deberían ir a hacer turismo o no, ya que Mitchell quiere, pero Cameron solo quiere divertirse. Los niños se meten en problemas cuando Haley se emborracha y Luke y Manny no se llevan bien compartiendo una habitación.
«Hawái» recibió críticas positivas de los críticos, y la mayoría elogió a Phil y Claire renovando sus votos, y fue visto por 10.335 millones de espectadores y se convirtió en el segundo episodio mejor valorado de la temporada (detrás del episodio piloto, según Nielsen Media Research).

## Argumento
Es una continuación en el episodio anterior, la familia Pritchett llega a Hawái y se queda en el Four Seasons Resort Maui.
Phil (Ty Burrell) quiere convertir las vacaciones en una luna de miel con su esposa, ya que nunca antes tuvieron una adecuada, o incluso una boda adecuada, debido al embarazo inesperado de Haley (Sarah Hyland). A Claire (Julie Bowen) le preocupa que, debido a sus hijos, esto no sea posible, pero Phil lo intenta de todos modos.
Phil lleva a Claire a una piscina solo para adultos, abandonando a sus hijos con Mitchell (Jesse Tyler Ferguson) y Cameron (Eric Stonestreet). Disfrutando de su tiempo privado, Haley los interrumpe diciendo que va a pasar el rato con algunos niños que acaba de conocer. Claire está obviamente preocupada, pero Phil se las arregla para convencerla de que no se preocupe por ello. Más tarde, sin embargo, Claire se entera por Alex (Ariel Winter) de que Haley estaba borracha y vomitando en el baño. Claire la consuela y le dice que esto pasaría cada vez que beba alcohol. Más tarde, Phil sorprende a Claire preparando una ceremonia de boda, lo que les permite tener la boda que querían.
Mitchell intenta que Cameron venga a hacer turismo con él, aunque Cameron solo desea relajarse. Cameron finge querer ir, aunque finalmente decide no ir en una de sus giras. Mitchell termina yendo solo, y luego vuelve a relajarse con Cameron disculpándose por querer que vaya con él. Más tarde, Mitchell y Cameron dejan accidentalmente a Lily en el ascensor y la pierden, pero Gloria (Sofia Vergara) la encuentra y la trae de vuelta a ellos. Sin embargo, un tiempo más tarde, Mitchell y Cameron pierden a Lily de nuevo cuando van a una plantación de plátanos.
Jay (Ed O'Neill) está ansioso por relajarse y comer alimentos grasos, aunque una llamada de su hermano le recuerda que su padre había muerto a los 63 años debido a su mala salud. Jay está inspirado para cuidar mejor de sí mismo, lo que lo lleva a pasar las vacaciones haciendo ejercicio y a ser más activa y molesta a Gloria, que solo había deseado relajarse. Al final del día, Jay termina teniendo la espalda rendiendo, descansando en una hamaca y llegando tarde a su cena de cumpleaños. Phil va a buscarlo, lo que lleva a un momento incómodo en el que Phil termina acostado encima de Jay. Phil lo ayuda a volver a la fiesta, donde Jay le revela a Gloria por qué está siendo más activo y que no quiere terminar como su padre. Después, Jay cede y se relaja con Gloria, pidiendo también alimentos grasos.
En el avión a casa, Claire se horroriza cuando Phil le dice que ha alineado a una colega suya como reemplazo de ella en caso de la muerte de Claire.

## Producción
En el episodio «Hawái» fue escrito por Paul Corrigan y Brad Walsh y dirigido por el cocreador de la serie, Steven Levitan. Es su cuarto crédito de escritura juntos después de «Run for Your Wife», «Fizbo» y «Travels with Scout». También fue el primer crédito de dirección de Steven Levitan, quien co-creó el programa con Christopher Lloyd.
Este episodio es el segundo y último de un arco argumental de dos episodios que se inició en el episodio anterior, «Aeropuerto 2010», que muestra a las tres familias que van de viaje a Hawái para celebrar el cumpleaños número 63 de Jay.El episodio se filmó la semana del 1 al 7 de marzo de 2010 y fue el último episodio filmado para la primera temporada.

## Recepción

### Audiencia
En su transmisión original, «Hawái» fue visto por 10.335 millones de espectadores con una calificación de 4,3/11% de participación en el grupo demográfico de 18-49, lo que lo convierte en el episodio mejor valorado de la temporada.El episodio también quedó en segundo lugar en su franja horaria después de American Idol.También fue la mejor actuación contra American Idol tanto en los espectadores como en las calificaciones.La serie también venció con American Idol por primera vez en el grupo demográfico de hombres 18-35 años de edad y se convirtió en el programa con guiones mejor valorado por 11a semana consecutiva y se convirtió en el segundo episodio más visto de la temporada después del episodio piloto.El episodio ocupó el sexto lugar en las calificaciones semanales de 18-49 convirtiéndose por primera vez en el mejor valorado de ABC y ocupa el puesto 23 en el total de espectadores, convirtiéndose en el quinto programa de ABC más visto.

### Reseñas
El episodio recibió críticas positivas de los críticos.
Robert Canning de IGN le dio al episodio un 8.8 diciendo que era «Genial» y «Aunque «Hawái» no fue tan fantástico como su predecesor y tenía algunas deficiencias, aun así fue un episodio divertido que fue divertido de ver».
Jason Hughes de TV Squad escribió «muchas gracias Modern Family por mostrarnos unas vacaciones familiares tan hermosas y relajantes». También dijo que Phil, sorprender a Claire con la renovación de sus votos, fue perfecto.
Donna Bowman de The A.V. Club le dio al episodio dijo. «La escritura es inventiva, el momento es nítido y los tres nodos de la familia extendida se ríen».
Emily Paxton de Entertainment Weekly dijo. «Para mí, relajarse significa relajarse con un episodio A+ de Modern Family», también dijo que la renovación de los votos fue casi tan dulce como el momento del episodio de The Office «Niagara» cuando Jim le dio a Pam para su sorpresa.
Matt Richental de TV Fanatic le dio al episodio un 4.8/5 y comentó que «Había un verdadero sentimiento en el corazón de la renovación de los votos de Phil y Claire, ya que Modern Family se las arregla para ofrecer tanto risas como emociones semanalmente».
BuddyTV le dio al episodio una crítica positiva escribiendo «aunque la familia puede haber estado de vacaciones, está claro que los escritores estaban trabajando duro, creando una de las mejores medias horas de la temporada».
Matt Roush de TV Guide le dio al episodio una crítica positiva escribiendo. «Muchas comedias me divierten, pero pocas me conmueven de la forma en que lo hace».
El final del episodio fue elogiado por la mayoría de los críticos. Donna Bowman de The A.V. Club dijo: «Es un momento que indica que la familia moderna tiene el potencial de corazón para acompañar su experiencia demostrada en comedia».Robert Canning dijo: «Fue una dulce manera de terminar en el viaje familiar».Emily Paxton lo comparó con «Niagara» (episodio de The Office).Matt Roush lo llamó «una ceremonia de boda genuinamente dulce».